# 아키즈키씨
아키즈키씨(일본어: 秋月氏 あきづきし[*])는 무가ㆍ화족이었던 일본의 씨족이다. 본성은 오오쿠라씨이다. 헤이안 시대부터 규슈 치쿠젠국에서 세력을 펼쳤다. 1587년의 도요토미 히데요시의 규슈 정벌로 한때 소령을 몰수당했지만, 아키즈키 타네나가에게 휴가국 재부 (후의 휴가국 타카나베)에 3만 석이 주어져 다이묘로써 존속했다. 에도 시대에도 타카나베번 (아키즈키번)의 번주가로 이어졌고, 메이지 유신 후에는 자작가에 올랐다.

## 아키즈키씨 역대 당주
1. 아키즈키 타네오
2. 아키즈키 타네사키
3. 아키즈키 타네이에
4. 아키즈키 타네요리
5. 아키즈키 타네스케
6. 아키즈키 타네사다
7. 아키즈키 타네타카
8. 아키즈키 타네아키
9. 아키즈키 타네미치
10. 아키즈키 타네타다
11. 아키즈키 타네우지
12. 아키즈키 타네테루
13. 아키즈키 타네토모
14. 아키즈키 타네토키
15. 아키즈키 후미타네
16. 아키즈키 타네자네
17. 아키즈키 타네나가
18. 아키즈키 타네하루
19. 아키즈키 타네노부
20. 아키즈키 타네마사
21. 아키즈키 타네히로
22. 아키즈키 타네미츠
23. 아키즈키 타네시게
24. 아키즈키 타네노리
25. 아키즈키 타네타다
26. 아키즈키 타네토미
27. 아키즈키 타네타츠
28. 아지크지 타네시게
29. 아키즈키 타네히데
30. 아키즈키 타네츠무
31. 아키즈키 타네히사
32. 아키즈키 타네타카 - 현 당주

### 아키즈키씨 일족
- 아키즈키 하루타네
- 타카하시 타네후유
- 나가노 스케모리
- 타카하시 모토타네
- 타카하시 타네나오
- 타바루 치카츠라
- 우에스기 요잔
- 아키츠키 타네세츠 - 막부 말기의 타카나베번 가로
- 아키즈키 사츠오
- 스즈키 마사야

## 주요 가신단
- 에리 노부타카(恵利暢堯)
- 이다 치카우지(井田親氏)
- 아쿠타 아쿠로쿠베에(芥田悪六兵衛)
- 우치다 사네히사(内田実久)
- 시라이 타네모리(白井種盛) - 우치다 사네히사의 6남
- 시라이 타네시게(白井種重) - 시라이 타네모리의 적남
- 아키즈키 타네마사(秋月種正) - 우치다 사네히사의 7남

## 같이 보기
- 코쇼산성
- 타카나베성
- 타카나베의 칠본창
- 우에가타시타가타 소동
- 숨은 요새의 세 악인
- 하타에씨(波多江氏)
- 미하라씨(三原氏)
- 우네죠타테보리 - 아키즈키씨는 성곽에 이랑상수해자를 적극 채용했다
- 아키즈키